# ستيف براون (لاعب هوكي الجليد)
ستيف براون هو لاعب هوكي الجليد كندي، ولد في 31 مارس 1965 في وينيبيغ في كندا.

## وصلات خارجية
- ستيف براون على موقع EliteProspects.com (الإنجليزية)
- ستيف براون على موقع HockeyDB.com (الإنجليزية)